# Mojogede
Mojogede is een bestuurslaag in het regentschap Gresik van de provincie Oost-Java, Indonesië. Mojogede telt 1649 inwoners (volkstelling 2010).